# Joyland
Joyland é um longa-metragem paquistanês em urdu e punjabi lançado em 2022, escrito e dirigido por Saim Sadiq em sua estreia na direção. O filme é estrelado por Ali Junejo, Rasti Farooq, Alina Khan, Sarwat Gilani e Salmaan Peerzada.
Teve sua estreia mundial no Festival de Cinema de Cannes de 2022 em 23 de maio de 2022 na seção Un Certain Regard, onde competiu pela Caméra d'Or. Joyland é o primeiro filme paquistanês a estrear no Festival de Cinema de Cannes e foi aplaudido de pé após sua exibição, e também venceu o Prêmio do Júri e o Prêmio Queer Palm de melhor filme LGBTQIA+, queer ou feminista no festival.
O filme foi lançado no Paquistão em 18 de novembro de 2022. Além disso, foi selecionado como Representante do Paquistão na categoria Melhor Filme Internacional da 95.º edição do Oscar, o longa foi um dos escolhidos para adentar a lista preliminar ao prêmio. É previsto para 24 de Janeiro de 2023 a lista com os 5 indicados ao prêmio. Por fim, ainda foi indicado a categoria de Melhor Filme Internacional no 38.º Independent Spirit Awards de 2023.

## Sinopse
A trama é centrada na família Rana, que vive no centro da cidade de Lahore. Amanullah é o patriarca que dirige a vida de todos - filhos, noras e netas. O filho mais novo, Haider, está há anos desempregado e cuida das sobrinhas, para ajudar a cunhada, Nucchi. Esta dá à luz a quarta neta de Amanullah, frustrando mais uma vez o desejo do patriarca de ter um neto. A mulher de Haider, Mumtaz, trabalha como maquiladora, num salão de beleza. Afinal, Haider consegue emprego num teatro de dança erótica, onde deve atuar como bailarino de apoio para Biba, uma bailarina transgénero. Ao saber que Haider arranjou trabalho, Amanullah determina que Mumtaz deve deixar seu emprego e que passe a ajudar Nucchi nas tarefas domésticas, no lugar de Haider. A contragosto, Mumtaz obedece. Enquanto isso, no teatro, Haider se deixa fascinar por Biba.

## Elenco
- Ali Junejo como Haider
- Rasti Farooq como Mumtaz
- Alina Khan como Biba
- Sarwat Gilani como Nucchi
- Salmaan Peerzada como Rana Amanullah
- Sohail Sameer como Saleem
- Sania Saeed como Fayyaz

## Lançamento
O filme teve sua estreia mundial no 75º Festival de Cinema de Cannes na seção Un Certain Regard em 23 de maio de 2022. A Film Constellation, empresa de vendas com sede no Reino Unido e França, assumiu os direitos internacionais do filme, que serão compartilhados com a WME Independent para circulação na América do Norte. Os direitos franceses do filme foram adquiridos pela Condor. Além disso, foi convidado ao Festival Internacional de Cinema de Toronto de 2022 na seção 'Apresentações Especiais' e foi exibido em 8 de setembro de 2022. Ele também chegou à seção 'A Window on Asian Cinema' do 27º Festival Internacional de Cinema de Busan e foi exibido em 6 de outubro de 2022. No final de dezembro, foi convidado para o 28º Festival Internacional de Cinema de Calcutá e foi exibido em 18 de dezembro de 2022. No mesmo mês, também foi convidado para a seção 'Spotlight' do Festival de Cinema de Sundance de 2023, a ser realizado de 19 a 29 de janeiro de 2023.
Sua exibição nos cinemasestava programado para ser lançado no Paquistão em 18 de novembro de 2022. No entanto, o Ministério da Informação e Radiodifusão do Paquistão proibiu seu lançamento por conta da Portaria de Cinema do país de 1979. Esta decisão foi revertida em 16 de novembro, abrindo caminho para exibições domésticas do filme, após censurar várias cenas "eróticas censuráveis".

## Controvérsias
Apesar de o filme ter sido aclamado pela crítica e de ter recebido um certificado do conselho de censura  do Paquistão, em agosto, o governo paquistanês proibiu seu lançamento doméstico, em novembro. O Ministério da Informação e Radiodifusão do país afirmou ter recebido reclamações por escrito sobre o filme. Após uma campanha do partido de direita do país, Jamaat-e-Islami, um dos senadores do partido, o senador Mushtaq Ahmed Khan, acusou o filme de ser "contra os valores paquistaneses". Ele acrescentou ainda: “Glamurizar os transgêneros do Paquistão, bem como seus casos amorosos, é um ataque direto às nossas crenças”.
A proibição foi recebida com duras críticas, com a hashtag #ReleaseJoyland circulando nas redes sociais. Em uma postagem no Instagram, o diretor Saim Sadiq escreveu que ele e sua equipe ficaram “destruídos” diante da proibição e disseram que era “absolutamente inconstitucional e ilegal”. Alina Khan, atriz que interpreta a protagonista do filme, disse: “Não há nada contra o Islã e não entendo como o Islã pode ser ameaçado por meros filmes”. Em uma defesa escrita publicada na Variety, a vencedora do Prêmio Nobel Malala Yousafzai, que também é produtora executiva do filme, escreveu: “Joyland também é uma carta de amor ao Paquistão, à sua cultura, comida, moda e, acima de tudo, ao seu povo. É trágico que um filme criado por e para paquistaneses seja agora banido de nossas telas por causa de alegações de que não “representa nosso modo de vida” ou que “retrata uma imagem negativa de nosso país". O oposto é verdadeiro - o filme reflete a realidade de milhões de paquistaneses comuns, pessoas que anseiam por liberdade e realização, pessoas que criam momentos de alegria todos os dias para aqueles que amam."
Um assessor do primeiro-ministro Shehbaz Sharif disse à Associated Press que um comitê formado para avaliar o filme poderia liberar seu lançamento com pequenos cortes. Em 16 de novembro, a censura foi revertida, permitindo que o filme continuasse com sua data de lançamento original no Paquistão em 18 de novembro. Em Panjabe, no entanto, o filme permanece proibido a partir de agora.
Joyland não foi exibido no Festival Internacional de Cinema de Kerala, um dos mais importantes  da Índia. Em reportagem para o Firstpost, a jornalista Anna M. M. Vetticad revelou que o filme fora rejeitado pela diretora artística do festival, Deepika Suseelan. O artigo cita Suseelan dizendo: “Na verdade, existem tantos filmes que tratam do mesmo, particularmente de transgêneros, sem contar, você sabe, os segmentos lésbico, gay e outros. (…) Eu, pessoalmente, gostei mais de Paloma, e, para mim, Joyland é muito demorado.” Vetticad escreveu: "É indesculpável (…) que um indivíduo em uma posição tão importante considere sua opinião pessoal motivo suficiente para rejeitar um filme como esse, apesar de sua importância cultural e sociopolítica; que não esteja ciente dessa importância e igualmente não esteja ciente do interesse do público pelo filme, apesar das multidões que este atraiu em festivais em todo o mundo".

## Recepção

### Resposta da crítica
O filme recebeu ampla aclamação da crítica internacional. Foi aplaudido de pé na estreia no Festival de Cinema de Cannes. No site agregador de resenhas Rotten Tomatoes, 100% das 19 resenhas dos críticos são positivas, com nota média de 8,4/10. Metacritic que utiliza uma média ponderada deu ao filme uma média de 75 em 100 com base em 6 críticas.

#### Índia
Na ocasião da estreia do filme na Índia, Anna M.M. Vetticad escreveu no Firstpost: "Nestes tempos de divisão, vale a pena ponderar sobre as muitas semelhanças entre nossos dois países - nossas falhas incluídas - como se refletem nesta crônica maravilhosamente sensível de amizade e amor, saudade e solidão, sexualidade, desejo, forçada papéis de gênero e a cotidianidade por trás da qual prosperam o preconceito, a repressão e a opressão". E acrescenta: "Em contraste com a cacofonia de tirania e perseguição que acompanha a jornada de Haider, Mumtaz e Biba, o filme ... corre tão bem quanto uma sinfonia em movimento."
Siddhant Adlakha, ao IndieWire, classificou o filme como B+ e escreveu: "O enquadramento se move lentamente, se é que se move, mas sempre transborda de energia física e emocional; há sempre algo no éter, quer seja incorporado por deslumbrantes exibições de luz, à medida que os personagens se movem pelos palcos e pelas pistas dos clubes, quer seja pelos silêncios de tirar o fôlego".
No National Herald, Namrata Joshi escreveu que o filme foi elaborado com base no  "poder do implícito". Joshi elogiou o  "elenco talentoso" e escreveu: "cada personagem, independentemente de sua permanência na tela, é imbuído de uma rara integridade e trazido à vida por uma performance meticulosa e sem esforço". Concluindo sua crítica, ela afirmou: "Joyland começa com um nascimento, uma sensação de esperança e possibilidade, mas deixa a gente com uma tremenda sensação de perda." Em seguida, refere-se ao pathos da escrita do filme: "O círculo da vida é comunicado com ternura e equilíbrio por Sadiq, o que o torna duplamente comovente".
O crítico Anupama Chopra elogiou o desempenho dos atores:  "Os atores - Ali Junejo, Salmaan Peerzada, Sarwat Gilani, Sania Saeed e Alina Khan - apresentam performances emocionalmente impactantes." E concluiu: "Com poesia e melancolia permanente, Joyland cria um retrato comovente de uma família fragmentada".

#### Internacional
Lovia Gyarkye, de The Hollywood Reporter  descreveu o filme como uma "saga familiar que [o diretor] Sadiq usa para observar como as normas de gênero restringem e depois asfixiam os indivíduos". Em seu comentário final, Gyarkye chamou Joyland de "um doloroso comentário sobre gênero e sexualidade".
Anna Smith, Deadline Hollywood Daily, opinou que o filme "tem um senso de lugar vívido, criado não tanto por seu cenário geográfico quanto por seus personagens". Concluindo sua crítica, escreveu: "Joyland continua sendo um drama envolvente, bem interpretado e ambientado em uma cultura que está mudando, e nem sempre com facilidade".
Allan Hunter, do Screen Daily, escreveu: "O roteiro de Sadiq navega em uma complexa teia de segredos e mentiras, pressões e preconceitos para criar um drama humano comovente com a intenção de desafiar mentes estreitas." Segundo Hunter, "não há vilões reais aqui, além de uma sociedade que impõe expectativas rígidas sobre indivíduos e gêneros", e  "a libertação tem um preço alto em Joyland, especialmente para as mulheres", acrescentando que "o envolvente e instigante filme de Sadiq tem plena consciência dos sacrifícios já feitos e das lutas que ainda estão por vir."
Guy Lodge a Variety achou o filme "dolorosamente engraçado e, em igual medida, profundamente triste", acrescentando: "como um conto de desejo transgênero em um país muçulmano, sua própria premissa o torna um destruidor de fronteiras". Sobre o diretor, Lodge escreveu: "A estreia de Sadiq impressiona por sua narrativa sensível e pelos visuais vibrantes".